# Busker Busker
Busker Busker (hangul: 버스커 버스커) är ett sydkoreanskt rockband bildat 2011 som varit inaktivt sedan 2013 men som ej är upplöst. Busker Busker blev kända 2011 då de slutade på andra plats i den tredje säsongen av talangtävlingen Superstar K på TV-kanalen Mnet.
Gruppen består av de tre manliga medlemmarna Jang Beom-jun, Kim Hyung-tae och Brad Moore.

## Medlemmar
| Namn          | Namn        | Födelsedatum     |
| Romanisering  | Hangul      | Födelsedatum     |
| ------------- | ----------- | ---------------- |
| Jang Beom-jun | 장범준      | 16 maj 1989      |
| Kim Hyung-tae | 김형태      | 21 december 1991 |
| Brad Moore    | 브래드 무어 | 3 augusti 1984   |

## Diskografi

### Album
| Albuminformation                                                  | Topplacering          |
| Albuminformation                                                  | Sydkorea (Gaon Chart) |
| ----------------------------------------------------------------- | --------------------- |
| Busker Busker 1st Album (Studioalbum) - Släppt: 29 mars 2012      | 1                     |
| Busker Busker 1st Wrap Up Album (EP-skiva) - Släppt: 21 juni 2012 | 1                     |
| Busker Busker 2nd Album (Studioalbum) - Släppt: 25 september 2013 | 1                     |

### Singlar
| År   | Titel                   | Topplacering          |
| År   | Titel                   | Sydkorea (Gaon Chart) |
| ---- | ----------------------- | --------------------- |
| 2011 | "I Believe"             | 7                     |
| 2011 | "People In Seoul"       | 3                     |
| 2012 | "Cherry Blossom Ending" | 1                     |
| 2012 | "If You Really Love Me" | 1                     |
| 2013 | "Love, At First"        | 1                     |